# عثمان طه
عثمان طه (ولد 1352 هـ / 1934 م) هو خطاط سوري سعودي الجنسية، اشتهر بكتابة المصحف الشريف، ولا سيَّما مصحف المدينة النبوية الذي يصدره مجمع الملك فهد لطباعة المصحف الشريف. كتب أكثر من 14 نسخة من المصحف الشريف بروايات شتَّى، من أقدمها المصحف الشامي، ومن أشهرها مصحف المدينة النبوية، وآخرها مصحف البحرين، وتستغرق كتابة المصحف الواحد منه قرابة ثلاث سنين.
في 18 ديسمبر 2021م أعلنت المملكة العربية السعودية منحَ جنسيتها للخطَّاط السوري العالمي عثمان طه؛ تكريمًا له وافتخارًا بما قدَّمه من خدمة جليلة للعالم الإسلامي بكتابته للمصحف الشريف.

## مولده ونشأته
ولد عثمان بن عبدو بن حسين بن طه الحلبي في ريف مدينة حلب سنة 1352هـ/ 1934م في قرية صندي التابعة لمدينة الباب. والده هو الشيخ عبده حسين طه إمام وخطيب مسجد القرية وشيخ كتَّابها. وأخذ عثمان مبادئ الخط منه فقد كان يجيد خطَّ الرقعة.
درس المرحلة الابتدائية والمتوسطة والثانوية في مدينة حلب في الكلية الشرعية الخَسرَوِّية، وتَلْمَذَ في هذه المرحلة لمشايخ الخط في مدينة حلب، منهم: محمد علي المولوي، ومحمد الخطيب، وحسين حسني التركي، وعبد الجواد الخطاط، وأخيرًا إبراهيم الرفاعي خطاط مدينة حلب.
درس المرحلة الجامعية في مدينة دمشق، وحصل على شهادة الإجازة (بكالوريوس) في الشريعة الإسلامية من جامعة دمشق عام 1383هـ/ 1964م، وعلى شهادة الدبلوم العامَّة من كلية التربية في جامعة دمشق عام 1384هـ/ 1965م. ثم حصل على شهادة (ماجستير) من كلية الآداب في الجامعة الأمريكية بلندن، وعنوان رسالته "الجماليات في الخط العربي ونبذة عن نشأة هذا الفن وتطوره في ظل الحضارة الإسلامية" بإشراف الدكتور مصطفى القضاة.

## دراسة الخط ونبوغه
في دمشق عرَف خطَّاط بلاد الشام محمد بدوي الديراني، وأخذ عنه الكثير في الخط الفارسي، وخط الثلث من عام 1379هـ/ 1960م إلى عام 1967م. وكان يجتمع بخطاط العراق هاشم محمد البغدادي حين يزور دمشق، ويأخذ منه تمرينات وتعليقات كثيرة من خطِّ الثلث والنسخ. وحصل على إجازة في حسن الخط وإتقانه من شيخ الخطاطين في العالم الإسلامي حامد الآمدي عام 1392هـ/ 1973م. عُيِّن عضوًا في هيئة التحكيم الدَّولية لمسابقة الخطِّ العربي التي تجري في إسطنبول كل ثلاث سنوات منذ عام 1408هـ/ 1988م. درس الرسم وعلم الزخرفة علي يد سامي برهان، ونعيم إسماعيل.

## كتابة المصاحف
كتب عثمان طه المصحف الشريف أكثر من ثلاث عشرة مرة، وكلها بالرسم العثماني، طُبِعَ أكثرها وانتشرت في العالم الإسلامي. وقد درس خط النسخ دراسة علمية أكاديمية، وأجاد النوع الكلاسيكي منه، ثم عزف عنه إلى أسلوب متميِّز في كتابة المصاحف، ومن ذلك:
- تخلَّص من كثير من التركيبات الخطية التي كانت تَعُوق الضبط الصحيح.
- تخلَّص من أشكال بعض الأحرف في خط النسخ، تفاديًا لالتباسها بحروفٍ أخرى مشابهة لها، مثل: الهاء المشقوقة، والميم المطموسة بأنواعها، والراء المعكوفة، وغير ذلك.
- اعتمد على أسلوب تيسير الكلمة، وهو الأصل في الخط الكوفي الذي كُتب به القرآن أولَ مرة أيام الصحابة، أي الحرف إلى جانب الحرف، لكي تأتي الحركات فوق الأحرف التابعة لها بدقة، كما يُلاحظ ذلك في مصاحف مجمع الملك فهد.
- اكتسب خبرة في توزيع الكلمات في السطر الواحد بحيث ينتهي السطر كما بدأ دون تزاحم للكلمات في النهاية، كما في كثير من المصاحف المخطوطة، وذلك من أجل أن تظهر الصفحة متناسقة متألقة من حيث حسنُ الترتيب والتنسيق.
- اكتسب خبرةً وعلمًا من علماء القراءات أعضاء اللجان العلمية لمراجعة المصاحف المخطوطة، واستفاد من آرائهم في هذا المجال.

### كتابة مصحف المدينة
كتب عثمان طه أولَ مصحف في عام 1970 لوِزارة الأوقاف السورية، ثم في عام 1988م جاء إلى المملكة العربية السعودية وعُين خطاطًا في مجمع الملك فهد لطباعة المصحف الشريف في المدينة المنورة، وكاتبًا لمصاحف المدينة النبوية، منذ عام 1408هـ/ 1988م، يمتاز المصحف الذي استخدم خطه بأن كل الصفحات تنتهي مع نهاية إحدى الآيات. كتب الخطاط عثمان طه بخط يده لمجمع الملك فهد لطباعة المصحف الشريف أربعة مصاحف، وطبع منها ما يزيد على 200 مليون نسخة، وُزعت في مختلِف دول العالم.